# Плавунчик жёлтый
Плавунчик жёлтый (лат. Haliplus fulvus) — вид жуков-плавунчиков.
Распространён в Европе, включая Исландию и Фарерские острова, в Турции, Сибири и на западе Северной Америки.
Особи обитают в чистых, очищенных водоёмах со стоячей водой. На севере обитают в водоёмах с медленным течением. Реже встречаются слабо кислых озёрах, а также в солёной воде. Длина тела имаго 3,5—4,6 мм.

## Синонимы
В синонимику вида входят следующие биномены:
- Dytiscus fulvus Fabricius, 1801
- Dytiscus interpunctatus Marsham, 1802
- Haliplus carlittensis Régimbart, 1901
- Haliplus lapponum Thomson, 1856
- Haliplus niger Seidlitz, 1887
- Haliplus pyraeneus Delarouzée, 1857
- Haliplus salinarius Wallis, 1933
- Haliplus sparreschneideri Munster, 1922
- Haliplus subguttatus Roberts, 1913
- Haliplus unicolor Munster, 1922